# Stephen Vogt
Stephen Guy Vogt (ur. 1 listopada 1984) – amerykański baseballista występujący na pozycji łapacza i pierwszobazowego w Milwaukee Brewers.

## Kariera
Vogt  studiował na Azusa Pacific University, gdzie w latach 2004–2007 grał w drużynie uniwersyteckiej Azusa Pacific Cougars. W czerwcu 2007 został wybrany w 12. rundzie draftu przez Tampa Bay Rays i początkowo występował w klubach farmerskich tego zespołu, między innymi w Durham Bulls, reprezentującym poziom Triple-A. W Major League Baseball zadebiutował 6 kwietnia 2012 w meczu przeciwko New York Yankees jako pinch hitter. Sezon 2012 spędził w większości w Durham Bulls.
W kwietniu 2013 został zawodnikiem Oakland Athletics. Sezon 2013 rozpoczął od występów farmie Athletics – Sacramento River Cats, a powołanie do 40-osobowego składu zespołu z Oakland otrzymał 26 czerwca 2013 przed meczem z Cincinnati Reds. Trzy dni później w wygranym 6–1 meczu z St. Louis Cardinals zaliczył pierwsze uderzenie (home run) w MLB. 5 października 2013 w drugim meczu National League Division Series, w których przeciwnikiem Athltics był zespół Detroit Tigers, zaliczył dające zwycięstwo RBI single w drugiej połowie dziewiątej zmiany.
W 2014 po rozegraniu 21 meczów w Sacramento Rivers Cats, 1 czerwca 2014 został przesunięty do składu Athetics, w którym pozostał do końca sezonu. W lipcu 2015 po raz pierwszy wystąpił w Meczu Gwiazd.
W czerwcu 2017 został zawodnikiem Milwaukee Brewers.

## Nagrody i wyróżnienia
| Nagroda/wyróżnienie | Lata       | Źródło |
| 2× All-Star         | 2015, 2016 | [ 2 ]  |